# Caffrowithius hanangensis
Caffrowithius hanangensis es una especie de arácnido  del orden Pseudoscorpionida de la familia Chernetidae. Presenta las subespeciesː Caffrowithius hanangensis curtus y Caffrowithius hanangensis hanangensis.

## Distribución geográfica
Se encuentra en Tanzania.